# Кондратович Дмитро Андрійович
Дмитро Андрійович Кондратович (нар. 24 червня 1981, Українська РСР) — український футболіст, півзахисник.

## Клубна кар'єра
Футболом розпочав займатися в київському «Булаті», згодом перебрався до академії дніпропетровського «Дніпра». Спочатку виступав за другу команду, а 21 травня 2000 року дебютував у Вищій лізі України в поєдинку проти тернопільської «Ниви». З 2002 року виступав в оренді в клубах «Нафком-Академія» (Ірпінь), «Рось» (Біла Церква) та «Спартак-Горобина» (Суми). У 2005 році виграв судову суперечку в «Дніпра» й отримав статус вільного агента. Потім виступав за столичний аматорський клуб «Альянс». У 2006 році підписав контракт з «Кизилкумом», а 2008 року перебрався до «Металург» (Бекабад). 28 квітня 2010 року по завершенні терміну дії контракту, повернувся до України, де приєднався до столичного аматорського клубу «Батьківщина», згодом грав за «Фаворит» з Броварського району.

## Кар'єра в збірній
На юнацькому чемпіонаті Європи 2000 року в Німеччині виступав за юнацьку збірну України. Потім захищав кольори молодіжної збірної України.

## Досягнення

### Клубні
- Вища ліга України
  -  Бронзовий призер (1): 2001

- Друга ліга чемпіонату України
  -  Чемпіон (1): 2003

### У збірній
- Юнацький чемпіонат Європи (U-19)
  -  Срібний призер (1): 2000